# 三島神社 (伊東市富戸)
三島神社（みしまじんじゃ）は、静岡県伊東市富戸（ふと）にある神社。地名を冠して富戸三島神社（ふとみしまじんじゃ）とも称される。

## 概要
富戸駅から海岸方面へと南下した県道109号沿いに鎮座している。
創建は不詳だが、最古の棟札には天平年間（729年-749年）に三島明神として創建されたことが書かれている。
現在の本殿は享和3年（1803年）に建立されたものであり、右側に三島神社、左に若宮八幡宮を合祀する「二間社流造」の社殿形式となっており、これは寛政7年（1795年）に建立された八幡宮来宮神社の本殿と同じ形式であり、それを参考にしたと考えられる。
ちなみに、合祀されている若宮八幡とは、富戸に遺体が流れ着いた源頼朝と八重姫の子・千鶴丸のことであると伝承されている。
10月28日-29日の例大祭では、鹿島踊り、神楽 (剣の舞)、しゃぎり (囃子)、(鳥居前での「暴れ神輿」を含む) 神輿渡御などが披露される。

## 祭神
- 事代主命
- 若宮八幡 (千鶴丸)

## 文化財
- 三島神社本殿 - 市指定建造物[2]。
- 鹿島踊り - 市指定無形民俗文化財[3]。

## 境外社
- 龍宮神社 (竜宮神社) - 三島神社の参道を海岸方面に進んだ先の岩場（宇根）に鎮座する神社。7月下旬に富戸浦祭り。また10月末の三島神社例大祭では、神輿渡御の目的地 (御旅所) となる。

## 関連事物
- 産衣石（うぶぎいし） - 龍宮神社の付近にある岩。富戸に流れ着いた千鶴丸の遺体を発見した甚之右衛門が、着衣から高貴な人物と察し、丁重に葬るために遺体・着衣を乗せて乾かしたと伝承されている[4]。